# Elita 5
Elita 5 – albański zespół z Macedonii Północnej wykonujący muzykę rockową. Założycielem grupy, działającej w Tetowie był Nexhat Mujovi, muzyk i producent albumów grupy. W marcu 2008 r. muzycy grupy zagrali serię koncertów w Albanii i przekazali 7000 euro na rzecz ofiar katastrofy w Gerdec.

## Skład zespołu
- Arif Ziberi - wokalista
- Mevaip Mustafi - gitara prowadząca
- Agron Idrizi - gitara basowa
- Besim Ibraimi - perkusja
- Nexhat Mujovi - syntezator

## Dyskografia
- 1992: Elita 5
- 1995: Al Kapone (Al Capone)
- 1997: Fol, vetëm fol
- 1999: Si Merlin Monro (Jak Marilyn Monroe)
- 2001: Elita 5 Live
- 2002: Vetëm për ju (Tylko dla was)
- 2004: Bardh e zi (Białe i czarne)
- 2008: Çmendem (Zwariowałem)
- 2009: eci
- 2014: Mohikani I Fundit (Ostatni Mohikanin)